# La Maison rouge, fondation Antoine-de-Galbert
Pour les articles homonymes, voir Maison rouge.
La Maison rouge était l'espace d'exposition de la Fondation Antoine de Galbert, une fondation française dėdiée à l'art contemporain, créée en 2004 par le collectionneur et mécène Antoine de Galbert et reconnue d'utilité publique. Sa fermeture définitive, annoncée en 2017, eut lieu le 28 octobre 2018, tandis que la fondation continue de soutenir la création.

## Historique
La Maison rouge a été créée à l'initiative d'Antoine de Galbert, gérant d'entreprises et grand amateur d'art contemporain. À partir de 1987, pendant une dizaine d'années, celui-ci tient une galerie d'art à Grenoble. Il se constitue peu à peu une collection et, à la fermeture de sa galerie grenobloise, songe à la réunir autour d'une fondation d'intérêt général — la Fondation Antoine de Galbert — afin d'affirmer ses positions et son engagement dans l'art contemporain. La Maison rouge, installée en 2004 dans une ancienne usine construite autour d'un pavillon d'habitation au 10 boulevard de la Bastille (Paris 12e), sera son espace d'exposition. C'est le pavillon originel qui a donné son nom à La Maison rouge ; il avait été rénové et repeint de cette couleur et abritait les parties administratives, situées au centre de l'espace d'exposition.
La fondation souhaitait promouvoir toutes les formes de la création actuelle, notamment par le biais de collections privées, et par un commissariat d'exposition souvent indépendant, ce qui donnait une effervescence particulière à ces lieux. Ils comportaient un espace d'exposition de 1 300 m2, un café-restaurant, un vestibule consacré à de jeunes artistes, un patio dédié aux expositions en plein air, une salle multimédia destinée aux conférences et à l'organisation de concerts et de performances, ainsi qu'une pièce ouverte en 2006 — « La Suite » — qui accueillait concerts, lectures et œuvres de collectionneurs.
Au sein de La Maison rouge, membre du réseau Tram, était également implantée depuis son ouverture une librairie spécialisée en art contemporain, Bookstorming, qui proposait sur près de 50 m2 un choix d'œuvres (multiples, objets) et de plus de 4 000 livres. Des présentations d'ouvrages et des expositions thématiques ėtaient régulièrement organisées.
En janvier 2017, Antoine de Galbert annonce la fermeture de La Maison rouge à l'horizon 2018 en expliquant qu'une éventuelle fin de l'aventure était de tout de manière programmée, et le 28 octobre 2018, l'établissement ferme définitivement ses portes, tandis que la Fondation continue de soutenir la création.

## Expositions

### De 2004 à 2010
2004
- « L'Intime, le collectionneur derrière la porte » ;
- « Anthony McCall : les films de lumière solide » ;
- « Collection Harald Falckenberg, Central Station ».

2005
- « Ann Hamilton, phora » ;
- « Berlinde De Bruyckere, eén » ;
- « Arnulf Rainer et sa collection d'art brut » ;
- « Dieter Appelt, Cinema Prisma » ;
- « Luc Delahaye ».

2006
- « Collection vidéo d'Isabelle Jean-Conrad Lemaître, une vision du monde » ;
- « Denise A. Aubertin, les livres cuits » ;
- « Michaël Borremans, the good ingredients » ;
- « Henry Darger, bruit et fureur » ;
- « Collection Sylvio Perlstein, Busy Going Crazy ».

2007
- « Extraits de la collection d’Antoine de Galbert, mutatis, mutandis » ;
- « Tetsumi Kudo, la montagne que nous cherchons est dans la serre » ;
- « Patrick von Caeckenbergh, les bicoques » ;
- « Felice Varini, quatorze triangles » ;
- « Pavillon Seroussi, architectures de collectionneur » ;
- « Sots Art, art politique en Russie de 1972 à nos jours ».

2008
- « Gregor Schneider, Süsser Duft » ;
- « Pilar Albarracin, Mortal cadencia » ;
- « Marie Maillard » (dans le patio) ;
- « Augustin Lesage » ;
- « Elmar Trenkwalder » ;
- « Andrea Blum » (dans le patio) ;
- « Christian Boltanski, les archives du cœur » ;
- « Marie Cool Fabio Balducci, sans titre (2004-2008) » ;
- « Collection Augustin et Isabel Copel, Mexico : expected/unexpected ».

2009
- « Mika Rottenberg » ;
- « Warhol tv » (commissaire : Judith Benhamou-Huet) ;
- « Vraoum !, trésors de la bande dessinée et art contemporain » (commissaires : David Rosenberg et Pierre Sterckx) ;
- « Jean-Jacques Lebel, soulèvements » (commissaire : Jean de Loisy).

2010
- « Marco Decorpeliada, schizomètres » ;
- « Céleste Boursier-Mougenot » ;
- « Face B, un projet de Daniela Franco » ;
- « Vinyl, disques et pochettes d’artistes, la collection Guy Schraenen (d) » ;
- « Peter Buggenhout, it’s a strange, strange world, Sally » ;
- « Voyage dans ma tête, la collection de coiffes d’Antoine de Galbert » (co-commissaires : Antoine de Galbert et Bérénice Geoffroy-Schneiter) ;
- « Jean de Maximy, suite inexacte en homologie singulière (1968-2005) » ;
- « Les Recherches d’un chien », groupe Face[7] (commissaires de l’exposition à Paris : Paula Aisemberg et Noëlig Le Roux).

### De 2011 à 2018
2011
- « Tous cannibales » (commissaire : Jeanette Zwingenberger) ;
- « Chiharu Shiota & Tadashi Yamaneko, home of memory » ;
- « My Winnipeg » ;
- « Mémoires du futur, la collection Olbricht ».

2012
- « Néon, Who's afraid of red, yellow and blue ? » (commissaire : David Rosenberg) ;
- « Louis Soutter, le tremblement de la modernité » ;
- « Didier Vermeiren, sculptures-photographies » ;
- « Retour à l’intime, la collection Giuliana et Tommaso Setari ».

2013
- « Sous influences, arts plastiques et psychotropes » ;
- « My Joburg » ;
- « Théâtre du monde ».

2014
- « Florian Pugnaire et David Raffini, le coefficient de Poisson » ;
- « Mathieu Pernot et Philippe Artières, l’asile des photographies » ;
- « Berlinde De Bruyckere et Philippe Vandenberg, il me faut tout oublier » ;
- « Le(s) vestibule(s) » ;
- « Pippo Delbono, ma mère et les autres » ;
- « Le mur, la collection Antoine de Galbert » ;
- « Isabelle Roy, la chambre des fantasmes » ;
- « Bruno Decharme, art brut/collection ABCD ».

2015
- « Jérôme Zonder, Fatum » ;
- « Et in libertalia ego, un projet de Mathieu Briand » ;
- « My Buenos Aires » ;
- « Baptiste Debombourg, champ d'accélération » ;
- « La collection Walther, après Eden ».

2016
- « CERAMIX, de Rodin à Schütte »[8] ;
- « Nicolas Darrot, Règne analogue » ;
- « Eugène Gabritschevsky (1893-1979) » ;
- « Plus jamais seul, Hervé Di Rosa et les arts modestes ».

2017
- « L'Esprit français — Contre-cultures, 1969-1989 » (du 24 février au 21 mai 2017, commissaires : Guillaume Désanges et François Piron) ;
- « Inextricabilia, Enchevêtrements magiques » (du 23 juin au 17 septembre 2017), commissaire : Lucienne Peiry ;
- « Hélène Delprat : I did it My Way. » (du 23 juin au 17 septembre 2017) ;
- « Étranger résident, la collection Marin Karmitz » (du 15 octobre 2017 au 21 janvier 2018).

2018
- « Ceija Stojka (1933-2013), une artiste rom dans le siècle » (du 23 février au 20 mai 2018) ;
- « Black Dolls, la collection Deborah Neff » (du 23 février au 20 mai 2018) ;
- « L'envol ou le rêve de voler » (du 16 juin au 28 octobre 2018)[9],[10].